# Dennis Iverson
Dennis Iverson (Darwin, 17 de enero de 1981) es un deportista australiano que compitió en judo. Ganó tres medallas en el Campeonato de Oceanía de Judo entre los años 2003 y 2010.

## Palmarés internacional
| Campeonato de Oceanía | Campeonato de Oceanía        | Campeonato de Oceanía | Campeonato de Oceanía |
| Año                   | Lugar                        | Medalla               | Categoría             |
| --------------------- | ---------------------------- | --------------------- | --------------------- |
| 2003                  | Suva (Fiyi)                  | Medalla de oro        | –73 kg                |
| 2008                  | Christchurch (Nueva Zelanda) | Medalla de oro        | –73 kg                |
| 2010                  | Canberra (Australia)         | Medalla de plata      | –73 kg                |